# Drever
Der Drever ist eine von der FCI anerkannte schwedische Hunderasse (FCI-Gruppe 6, Sektion 1.3, Standard Nr. 130).

## Herkunft und Geschichtliches
Grundlage für die Zucht der Rasse war die deutsche Westfälische Dachsbracke, ein kleiner Laufhund, der 1910 nach Schweden importiert wurde. Dazu kreuzten die Züchter Schwedens, Finnlands und Norwegens verwandte Laufhunde aus England, dem nahen Baltikum und der Schweiz ein. 1947 wurde der Drever als eine schwedische Rasse anerkannt. Der Name Drever kommt vom schwedischen „drev“, was so viel wie „jagen“ bedeutet. Er ist der kleinste schwedische Jagdhund.

## Beschreibung
Der Drever ist ein kleiner Jagdhund mit harschem Fell, das dicht und gerade am Körper anliegt. Es gibt unterschiedliche Fellfärbungen mit weißen Abzeichen, einfarbig weiße oder leberbraune Tiere gehören jedoch nicht zur Rasse. Die Ohren sind ziemlich tief angesetzt, mittellang und breit, hängend und ohne Falten dicht an den Wangen anliegend mit abgerundeten Spitzen.

## Verwendung
Der Drever wird als Jagd- oder Spürhund eingesetzt. Er jagt spurlaut, nicht sehr schnell, aber sehr sicher mit feiner Nase. Angesetzt wird der Hund in erster Linie auf Rehwild, aber auch auf Rotwild, Füchse, Hasen und Kaninchen. Er wird fast ausschließlich als Jagdgebrauchshund gehalten.